# Jacques Lantier
Cet article possède un paronyme, voir Jack Lantier.
Jacques Lantier est un personnage de fiction inventé par l'écrivain Émile Zola. Il est un des personnages de la série des Rougon-Macquart, étant notamment le personnage principal du roman La Bête humaine, publié en 1890.

## Généalogie
Jacques Lantier, né en 1844 selon la généalogie établie par Zola, est le fils de Gervaise Macquart et d'Auguste Lantier, dont l'histoire est contée dans L'Assommoir.
Pourtant, dans cet ouvrage, seuls Claude (né en 1842) et Étienne Lantier (né en 1846), ainsi que Anna Coupeau (dite Nana, née en 1852) sont mentionnés. Jacques ne sera ajouté qu'après. En effet, Zola avait prévu de mettre Étienne mais le personnage ne correspondait pas au rôle qu'il devait jouer dans La Bête humaine et il le garda pour Germinal. 
Zola établit la généalogie des Rougon-Macquart avant la publication du premier roman de la série, mais la modifia à plusieurs reprises et n'en publia la version définitive qu'après la parution du dernier ouvrage en 1893.

## Biographie du personnage
Jacques Lantier, célibataire, est un mécanicien de locomotive à vapeur à la Compagnie de l'Ouest, associé à son chauffeur Pecqueux, sur la locomotive qu'ils appellent la Lison. Ils assurent tous deux la liaison Le Havre-Paris.
Un jour, furtivement, en regardant un train passer, Jacques assiste au crime du président Grandmorin qui avait la mainmise sur Séverine Roubaud, mariée elle-même à Roubaud, sous-chef de la gare du Havre et assassin du président. Ainsi Séverine, pour se protéger séduit-elle Jacques ; en fait elle fait une corruption de témoins. Ceux-ci deviennent amants. Roubaud est au courant mais s'en moque. Il sombre dans le jeu. Jacques a l'impression d'avoir gagné sur sa passion ravageuse qui fait qu'il ne peut tenir une femme dans ses bras sans vouloir la tuer.
Un jour, Flore, qui avait voulu aimer Jacques, se venge de la relation des deux amants en faisant dérailler le train que conduisait Jacques et dans lequel se trouve Séverine. Plusieurs personnes meurent mais Séverine en sort indemne et Jacques légèrement commotionné. Flore se suicide dans un tunnel. Les deux amants décident alors d’assassiner Roubaud pour vivre pleinement ensemble mais ne peuvent s'y résoudre. Le même soir, voyant Séverine nue, alors qu'il attend Roubaud pour le tuer, Jacques ne peut résister et lui plante un couteau dans la gorge. Roubaud et Cabuche, un carrier amoureux secrètement de Séverine, sont accusés du meurtre.
Jacques s'entiche alors de Philomène, amie de Pecqueux. Celui-ci, torturé par la jalousie, se révolte. Ils se battent à bord de la locomotive sous laquelle ils tombent. Ils meurent broyés par le train.

## Dans les livres
- La Bête humaine
- Germinal

## Au cinéma
- La Bête humaine, film de 1938 réalisé par Jean Renoir, interprété par Jean Gabin.